# Lalizolle
Lalizolle [lalizɔl] (okzitanisch La Gleisola) ist ein zentralfranzösischer Ort und eine Gemeinde (commune) mit 407 Einwohnern (Stand 1. Januar 2022) im Département Allier im Norden der Region Auvergne-Rhône-Alpes (vor 2016 Auvergne). Sie gehört zum Arrondissement Vichy und zum Kanton Gannat.

## Lage
Lalizolle liegt in der Landschaft des Bourbonnais etwa 29 Kilometer westnordwestlich von Vichy. Das Gemeindegebiet wird vom Flüsschen Veauce durchquert, das hier auch entspringt. Umgeben wird Lalizolle von den Nachbargemeinden Coutansouze im Nordwesten und Norden, Bellenaves im Nordosten, Veauce und Sussat im Osten, Ébreuil im Südosten, Chouvigny im Süden, Nades im Westen sowie Échassières im Nordwesten.

## Bevölkerungsentwicklung
| Jahr                       | 1962 | 1968 | 1975 | 1982 | 1990 | 1999 | 2006 | 2011 | 2019 |
| Einwohner                  | 656  | 525  | 473  | 375  | 347  | 308  | 361  | 363  | 407  |
| Quellen: Cassini und INSEE |      |      |      |      |      |      |      |      |      |

## Sehenswürdigkeiten
- Kirche Ste-Marie aus dem 12. Jahrhundert mit Skulptur Anna selbdritt aus dem 14. Jahrhundert (Monument historique)

Siehe auch: Liste der Monuments historiques in Lalizolle